# 千塚村
千塚村（ちづかむら）は山梨県西山梨郡にあった村。現在の甲府市中心部の西北西、概ね山の手通り沿線にあたる。

## 地理
- 河川：荒川、相川

## 歴史
- 1889年（明治22年）7月1日 - 町村制の施行により、塩部村、千塚村の区域をもって発足。
- 1942年（昭和17年）4月1日 - 甲府市に編入。同日千塚村廃止。